# Симметрия относительно перестановки одинаковых частиц
Симметрия относительно перестановки одинаковых частиц — в квантовой механике принцип тождественности состояний физических систем, состоящих из частиц одного сорта, при любых перестановках частиц в них.
Например, в системе, состоящей из двух одинаковых частиц, не существует состояния, в котором первая частица находится в состоянии {\displaystyle x}, а вторая в состоянии {\displaystyle y}, или наоборот. Существует лишь состояние, в котором одна из частиц находится в состоянии {\displaystyle x}, а другая в состоянии {\displaystyle y}.
Математически в квантовой механике выражается в инвариантности (симметрии) гамильтониана системы одинаковых частиц относительно перестановки координат любой пары частиц.
Перестановку частиц осуществляет оператор перестановки частиц {\displaystyle P_{kj}}, который переводит волновую функцию системы частиц:
{\displaystyle \Psi _{m_{1},m_{2},...,m_{j},...m_{k},...}(r_{1},r_{2},...,r_{j},...,r_{k},...)=P_{kj}\Psi _{m_{1},m_{2},...,m_{k},...m_{j},...}(r_{1},r_{2},...,r_{k},...,r_{j},...)\,,}
где {\displaystyle m_{1},m_{2},...} — проекции спинов частиц, {\displaystyle r_{1},r_{2},...} — координаты частиц. Два раза применяемый оператор перестановки не меняет волновую функцию, поэтому его собственными значениями могут быть лишь числа {\displaystyle -1} и {\displaystyle +1} (в двумерных системах, однако, возможны и комплексные собственные значения, приводящие к квазичастицам энионам).
Собственные функции оператора перестановки, меняющие свой знак, называются антисимметричными, оставляющие свой знак — симметричными. Симметричными волновыми функциями описываются частицы со спином, равным целому числу постоянных Планка. Для статистического описания их систем применяется статистика Бозе — Эйнштейна. Антисимметричными волновыми функциями характеризуются частицы со спином, равным полуцелому числу постоянных Планка. Для статистического описания их систем используется статистика Ферми — Дирака. Связь спина и статистики вытекает из принципа релятивистской инвариантности.